# Maria Feicht
Maria Feicht je naselje v Občini Glanegg v Okraju Trg na Koroškem v Avstriji.